# Cariniana estrellensis
Cariniana estrellensis là một loài thực vật có hoa trong họ Lecythidaceae. Loài này được (Raddi) Kuntze mô tả khoa học đầu tiên năm 1898.

## Hình ảnh

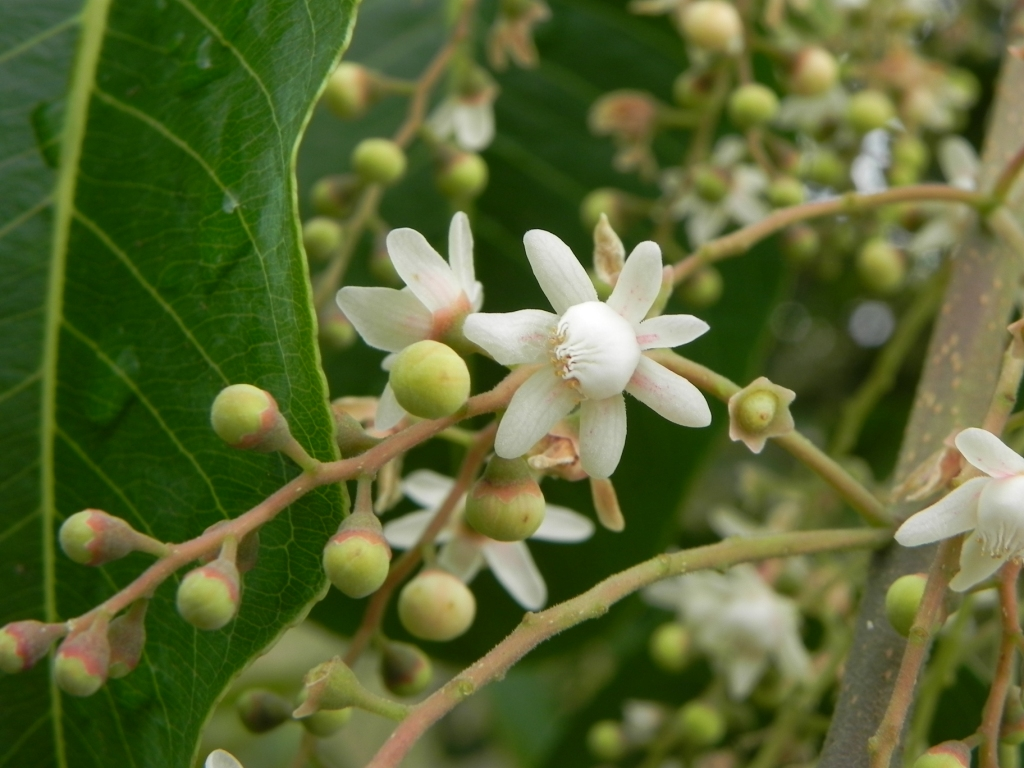
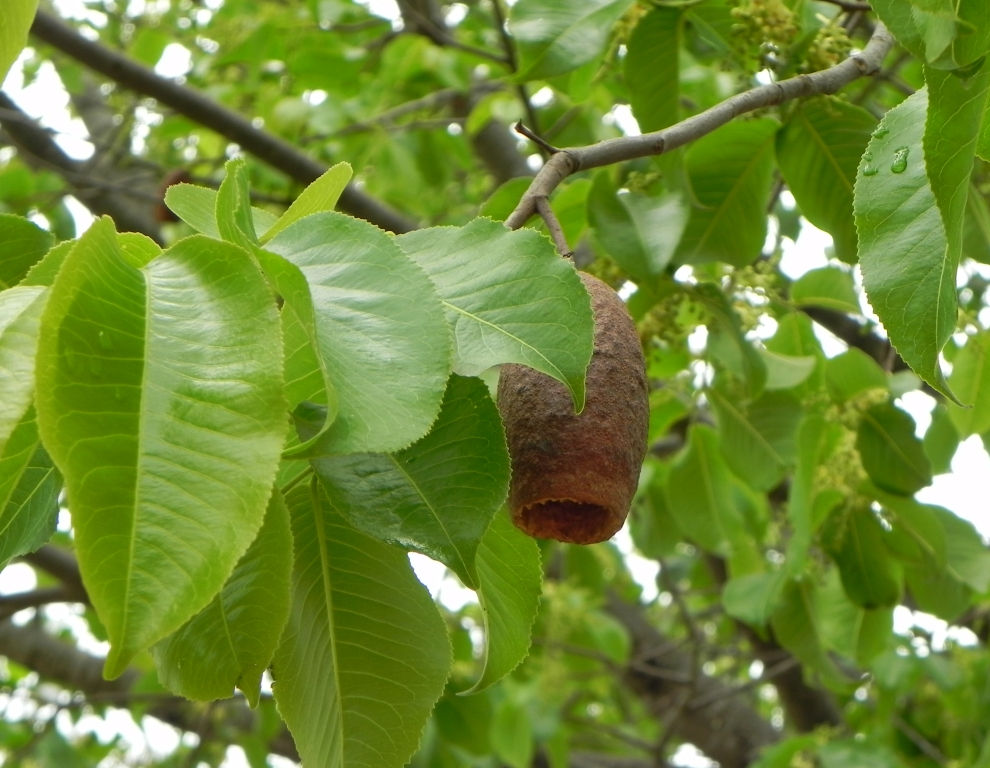
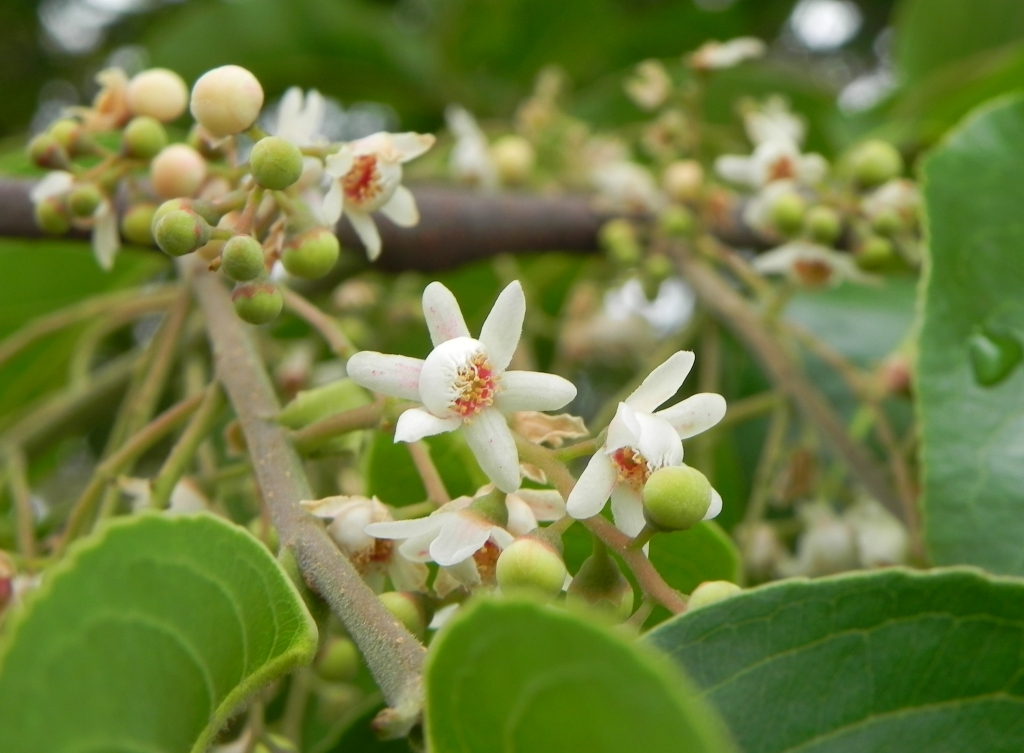
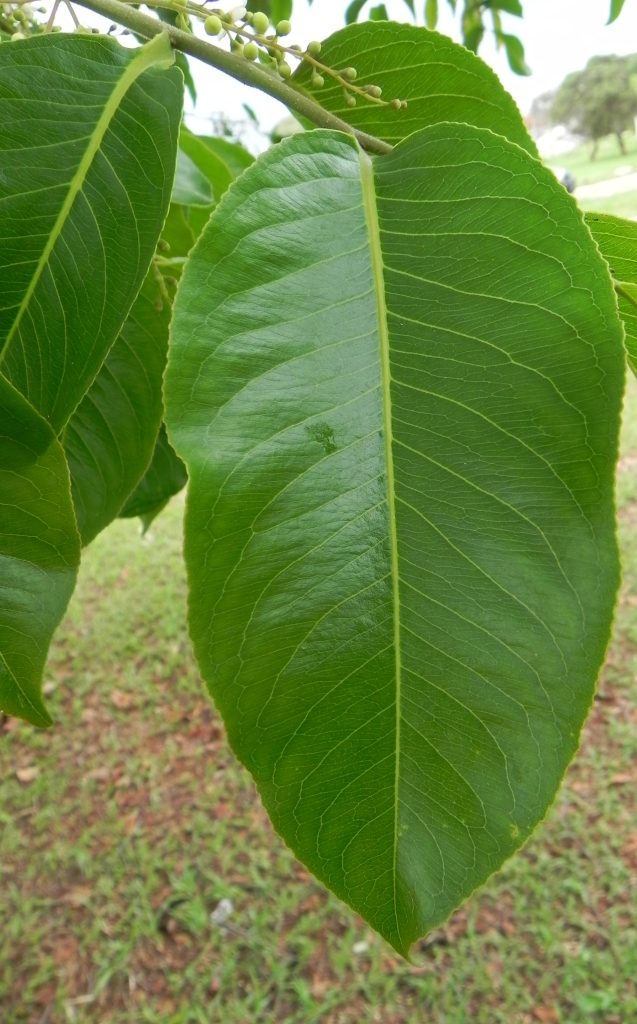